# Павіан гвінейський
Павіан гвінейський (Papio papio) — вид приматів з роду Павіан (Papio) родини мавпові (Cercopithecidae).

## Опис
Найдрібніший вид роду. Голова і тіло довжиною від 508 і 1143 мм, хвіст від 456 до 711 мм. Вага в діапазоні від 13 до 26 кг, самці значно більші й важчі. Волосяний покрив червонувато-коричневий зі значною географічною мінливістю. В західній частині діапазону поширення тварини більш світло червоні, у східній частині темніші й бурі. На відміну від багатьох видів Павіан гвінейський має такий же колір волосяного покриву на спини, руках, щоках і животі. Шкіра обличчя фіолетувато-чорна. Писок витягнутий. Дорослі мають 32 зуби. Ікла великі, особливо у самців. 

## Поширення
Країни проживання: Гамбія; Гвінея; Гвінея-Бісау; Малі; Мавританія; Сенегал. Цей вид живе в лісі, савані і Сахелі  в межах досяжності води. Також мешкає в галерейному лісі й вторинних лісах на півдні свого ареалу.

## Стиль життя
Їсть насіння, пагони, коріння, плоди, гриби, безхребетних, дрібних хребетних і яйця. Де сільське господарство розширилось вживає рис, кукурудзу, батат, арахіс та інші культурні рослини. Павіан гвінейський денний, в основному наземний, чотириногий примат. Групи розмірами від 40 до 200 особин. Відомі хижаки: Panthera pardus, Hyaena hyaena, Crocuta crocuta, Panthera leo, Lycaon pictus.
Цей вид має безладну систему спарювання. Існує багато агресії між самцями через конкуренцію за самиць. Середній період вагітності 184 днів. Самиця народжує одне дитинча.

## Загрози та охорона
Поза Національним Парком Ніоколо-Коба, цей вид зазнає повсюдного зменшення населення в результаті розширення сільськогосподарських площ, лісоповалів і полювання для захисту сільськогосподарських культур і на м'ясо в Гвінеї. Цей вид захищений у Niokolo-Koba National Park (Сенегал) і Outamba-Kilimi National Park (Сьєрра-Леоне).